# 날, 보러와요
《날, 보러와요》는 2016년에 개봉한 대한민국의 영화이다. 사설 정신병원의 문제점에서 출발하여 하나의 사건이 아닌 여러 가지 사건을 모티브로 만든 작품으로서 '정신보건법'을 소재로 다뤘다.

## 줄거리
백주대낮, 길을 걸어가던 강수아(강예원)는 돌연 누군가의 습격을 받아 강제로 태워졌고 이후 그녀가 오게된곳은 약물투여와 무자비한 폭력이 일상처럼 벌어지는 어느 정신병원. 자신은 미치지 않았고 멀쩡하다고 아무리 항변해봐도 그저 자기부정이 강한 사람으로밖에 여겨지지 않는 그곳의 생활을 수아는 수첩에 기록하기 시작한다. 
그로부터 1년후, 시사프로 '추적24시'를 연출하는 방송국 피디 나남수(이상윤)는 하나의 수첩이 배달된다. 그것은 수아가 정신병원 생활기를 적은 수첩이었다. 수첩 내용을 보고 눈을 의심한 남수는 곧바로 수첩의 주인을 찾아나섰지만 무슨 일인지 수아는 살인사건 용의자로 수감생활을 하고있는 상황. 이후 수아로부터 1년간의 상황을 전해들은 남수는 문제의 정신병원을 취재하기 시작했다. 처음엔 그저 프로그램 방송을 위한 취재일 뿐이었지만 시간이 지날수록 그는 엄청난 결과에 경악을 금치 못하게 된다.

## 캐스팅
- 강예원 : 강수아 역
- 이상윤 : 나남수 역
- 최진호 : 장형식 역
- 지대한 : 강병주 역
- 김종수 : 차 국장 역
- 천민희 : 미로 역
- 이학주 : 한동식 역
- 장태성 : 구 실장 역
- 유건 : 이우진 역
- 최윤소 : 지영 역
- 김한종 : 발바리 역
- 김원중 : 김 과장 역
- 김현이 : 납치녀 역
- 안용우 : 구급대원 1 역
- 조강우 : 구급대원 2 역
- 김준구 : 구급대원 3 역
- 최낙영 : 프로덕션 FD 역
- 이현정 : 방송국 FD 역
- 변봉식 : 방송국 CP 역
- 이규호 : 카메라맨 역
- 이승진 : 처녀귀신 역
- 전광진 : 저승사자 역
- 도현민 : 홍콩귀신 역
- 이윤환 : 방송팀 역
- 박송해 : 조명감독 역
- 김동현 : 붐맨 역
- 권태영 : 보출팀장 역
- 김호원 : 응급실의사 역
- 김유진 : 응급실간호사 1 역
- 신옥비 : 응급실간호사 2 역
- 최창훈 : 교도관 2 역
- 우윤구 : 정신병원환자 1 역
- 안서연 : 정신병원환자 2 역
- 이현숙 : 정신병원환자 3 역
- 송민종 : 정신병원환자 4 역
- 국무영 : 정신병원환자 5 역
- 이정화 : 정신병원환자 6 역
- 김신광 : 정신병원환자 7 역
- 모정민 : 정신병원노인환자 1 역
- 백예현 : 정신병원노인환자 2 역
- 정경일 : 공인중개사 역
- 여운복 : 인터뷰 간호사 역
- 김다인 : 인터뷰 여성단체 간사 역
- 김현 : 환자가족 역
- 송부건 : 방송국 PD 2 역
- 남인환 : 터널인부 1 역
- 김재영 : 터널인부 2 역
- 최현욱 : 순경 역
- 이상백 : 마취사 역
- 장지용 : 보조 마취사 역
- 이형석 : 방송국직원 역
- 송태완 : 경찰 1 역
- 남기진 : 경찰 2 역
- 김도연 : 장원장 (대역)
- 이정철 : 경찰청 대변인 역
- 정연 : 방송 리포터 역
- 임용순 : 판사 역
- 안지혜 : 라디오 진행자 (목소리 출연), 여경 역 (우정출연)
- 신경선 : 아나운서 (목소리)
- 권기남 : (목소리 출연)
- 김영근 : (목소리 출연)
- 김진희 : (목소리 출연)
- 문일택 : (목소리 출연)
- 선정은 : (목소리 출연)
- 임정아 : (목소리 출연)
- 조승환 : (목소리 출연)
- 박세진 : 감호소 의사 역 (우정출연)
- 황성준 : 교도관 1 역 (우정출연)
- 컬투 : 라디오 (목소리) 역 (우정출연)
- 김동현 : 소방응급대원 역 (우정출연)
- 이재식 : 방송국 PD 1 역 (우정출연)
- 길해연 : 차영숙 (강수아 엄마) 역 (특별출연)
- 조재윤 : 박 형사 역 (특별출연)
- 김현욱 : 인터뷰 진행자 역 (특별출연)

## 수상
- 2016년 제17회 올해의 여성영화인상 제작자상 (김윤미, 김이정, 최연주)